# Orange dvärg

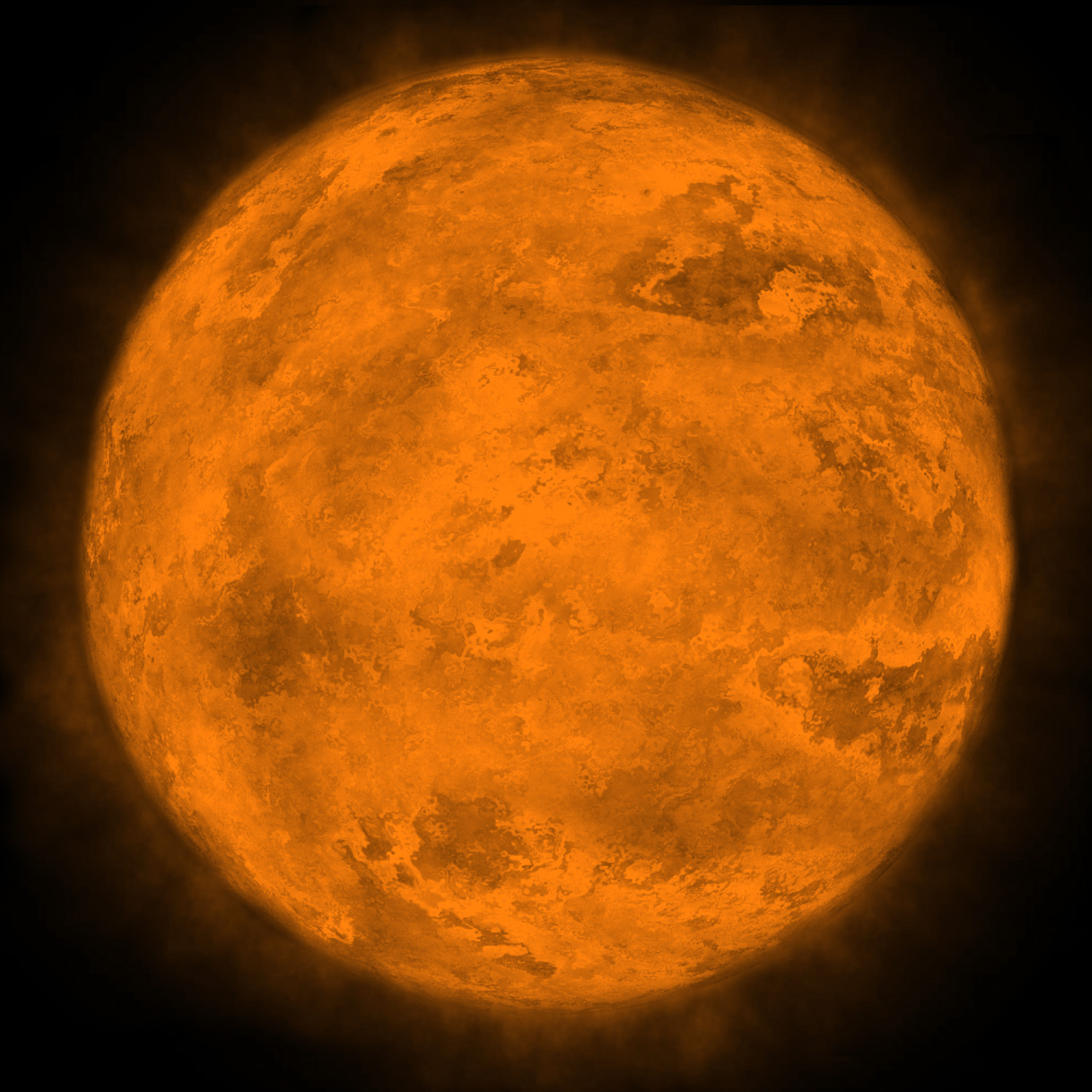
Orange dvärgstjärna

En orange dvärg, även kallad K-dvärg, är en vätebrännande huvudseriestjärna av spektraltyp K och luminositetsklass V. Dessa stjärnors storlek ligger mellan röd dvärg och gul dvärg. De har en massa mellan 0,5 och 0,8 solmassor och en yttemperatur mellan 3 900 och 5 200 K. Orange dvärgar är av särskilt intresse i sökandet efter utomjordiskt liv. Välkända exempel inkluderar Alfa Centauri B och Epsilon Indi.

## Standardstjärnor
Den reviderade versionen av Yerkes Spectral Atlas (Johnson & Morgan 1953) listade 12 dvärgstjärnor av spektraltyp K, men inte alla dessa har överlevt som standardstjärnor. De standardstjärnor som har förblivit oförändrade genom åren är:
- Sigma Draconis (K0 V)
- Epsilon Eridani (K2 V)
- 61 Cygni A (K5 V)

Andra primära standardstjärnor inkluderar:
- 70 Ophiuchi A (K0 V),
- 107 Piscium (K1 V)
- HD 219134 (K3 V)
- T Piscis Austrini (K4 V)
- HD 120467 (K6 V)
- 61 Cygni B (K7 V)

## Exoplaneter
Dessa stjärnor är av särskilt intresse i sökandet efter utomjordiskt liv eftersom de är stabila i huvudsekvensen under mycket lång tid – ungefär dubbelt så länge som förväntade 10 miljarder år för solen. Liksom stjärnor av M-typ tenderar de att ha en mycket liten massa, vilket leder till extremt lång livslängd som ger gott om tid för livet att utvecklas på en jordliknande planet. Dessutom avger stjärnor av K-typ mindre ultraviolett strålning (som kan skada DNA och därmed hämma uppkomsten av nukleinsyrabaserat liv) än stjärnor av G-typ som solen. Huvudsekvensstjärnor av K-typ är också ungefär tre till fyra gånger så vanliga som huvudsekvensstjärnor av G-typ. Detta gör planetsökning enklare. Även om stjärnor av M-typ också är mycket vanliga, är de mer benägna att ha planeter med bunden rotation som alltid vänder samma sida mot stjärnan; de är också mer benägna att producera solfacklor som skulle slå mot närliggande stenplaneter och göra det svårare för livet att utvecklas. På grund av sin högre värme är de beboeliga zonerna för stjärnor av K-typ också mycket bredare än för stjärnor av M-typ. Av alla dessa skäl kan de vara de mest gynnsamma stjärnorna att fokusera på i jakten på exoplaneter och utomjordiskt liv.
Några av de närmaste stjärnorna av K-typ som man vet har planeter är Epsilon Eridani, HD 192310, Gliese 86 och 54 Piscium.